# Alois Stinglwagner
Alois Stinglwagner (* 19. Februar 1887 in Miesbach; † 23. Juli 1955 in Penzberg) war ein deutscher Ingenieur, Bergwerksdirektor und Politiker (BVP, CSU).

## Leben
Stinglwagner besuchte das Progymnasium in Schäftlarn, das humanistische Gymnasium in Landshut und die Bergakademie Freiberg in Sachsen. Während seines Studiums wurde er 1907 Mitglied der Freiberger Burschenschaft Glückauf.
1913 begann er bei der Bergwerksdirektion Penzberg als bergmännischer Assistent und Ingenieur, später war er Oberingenieur. 1919 war er Mitbegründer der BVP in Penzberg. Von 1921 an war er in der Hauptverwaltung der Oberbayerischen Aktiengesellschaft für Kohlenbergbau in München tätig, deren Vorstandsvorsitzender er 1945 wurde. Im selben Jahr war er Mitbegründer des CSU-Ortsvereins Penzberg. 1946 gehörte er der Verfassunggebenden Landesversammlung an, bei den darauffolgenden Landtagswahlen wurde er für vier Jahre in den Landtag gewählt. Ende 1953 zog er in den Bayerischen Senat ein, in dem er bis zu seinem Tod die Gruppe Industrie und Handel vertrat.